# Imant de samari-cobalt

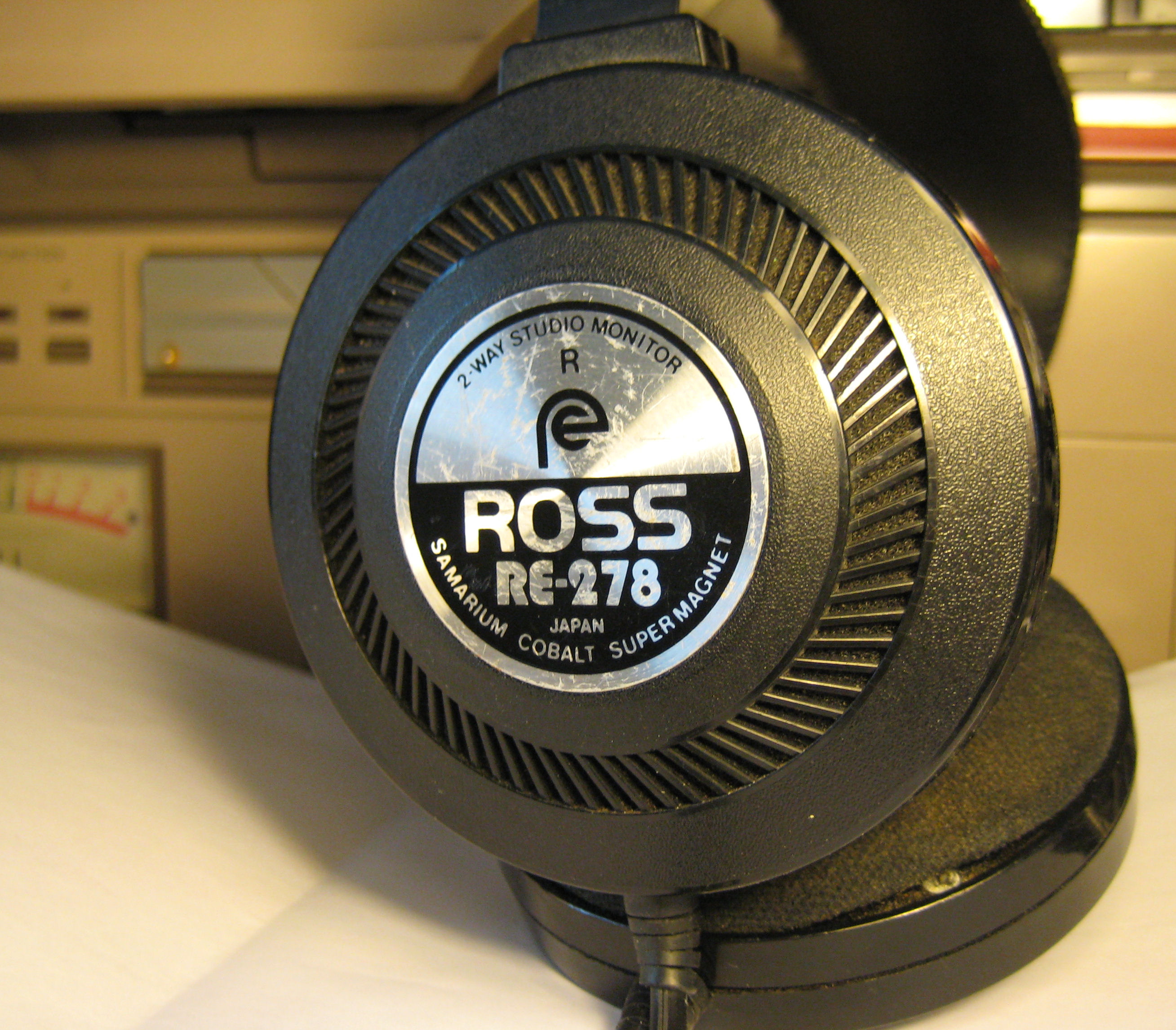
Auriculars vintage dels anys 80 amb imants de Samari-cobalt

Un imant de samari-cobalt és un tipus d'imant de terres rares, un fort imant permanent fet d'una aliatge de samari i cobalt. Van ser desenvolupats a principi dels anys 1970 per Albert Gale i Dilip K. Das de la Raytheon Corporation. Són de manera general el segon tipus més fort d'imants, menys forts que els imants de neodimi, però tenen majors temperatures de treball i una major coercivitat. Són fràgils, i propensos a esquerdar-se i esmicolar. Els imants de samari-cobalt tenen productes d'energia màxims (BH max) que van des de 16 mega gauss - oersted (MGOe) fins a 32 MGOe, que és aproximadament entre 128 kJ / m3 i 256 kJ / m3; el seu límit teòric és de 34 MGOe, al voltant de 272 kJ / m3. Estan disponibles en dues "sèries", anomenades Sèrie 1:5 i Sèrie 2:17.

## Sèrie 1:5
Aquesta sèrie d'imants d'aliatge samari-cobalt, generalment escrita com SmCo ₅ o Sèrie SmCo 1: 5, té un àtom de samari-cinc àtoms de cobalt. Pel que fa al pes, l'aliatge d'aquest imant típicament contindrà 36% de samari amb la resta de cobalt. Els productes d'energia d'aquests aliatges van des del rang de 16 MGOe fins a 25 MGOe, el que és aproximadament 128 kJ / m3 - 200 kJ / m3. Aquests imants de samari-cobalt generalment tenen un coeficient de temperatura reversible de -0.05% / °C. La saturació de magnetització pot ser aconseguida amb un camp magnetitzant moderat. Aquesta sèrie d'imants és més fàcil de calibrar a un específic camp magnètic que la sèrie d'imants SmCo 2:17.
En la presència d'un camp magnètic moderadament fort, els imants desmagnetitzats d'aquesta sèrie tractaran d'alinear el seu eix d'orientació cap al camp magnètic. Llavors es magnetitzaran lleugerament. Això pot ser un problema si el post-processament requereix l'imant sigui laminat o revestit. El lleuger camp que l'imant recull pot atraure runes durant el procés de laminat causant una potencial falla en el revestiment o una condició mecànicament fora de tolerància.

### Coeficient de temperatura reversible
B r es desplaça amb la temperatura i és una de les característiques importants del rendiment magnètic. Algunes aplicacions, com ara giroscopis inercials i tubs d'ona progressiva (TWT), necessiten tenir un camp constant sobre un ampli interval de temperatura. El coeficient de temperatura reversible (RTC) de Br es defineix com:
(ΔB r / B r) × (1 / Δ T) × 100%.
Per aconseguir aquests requeriments, els imants de temperatura compensada van ser desenvolupats a la fi dels anys 1970s. Per als imants convencionals de SmCo, B r disminueix a mesura que la temperatura s'incrementa. De manera inversa, per imants de GdCo, Br s'incrementa a mesura que ho fa la temperatura dins de certs rangs de temperatura. Mitjançant combinar samari i gadolini en l'aliatge, el coeficient de temperatura pot ser reduït a gairebé zero.

### Mecanisme de coercivitat
Els imants SmCo ₅ tenen una molt alta coercivitat (força coerciva); és a dir, no són desmagnetizados fàcilment. Es fabriquen mitjançant empacar pols magnètics d'ampli rang de gra i d'un sol domini. Totes les motes són alineades amb el eix de fàcil imantació. En aquest cas, totes les parets dels dominis estan a 180 graus. Quan no hi ha impureses, el procés invers de l'imant a granel és equivalent a motes d'un sol domini, on el mecanisme dominant és la rotació coherent. No obstant això, a causa de la imperfecció en la fabricació, poden ser introduïdes impureses en els imants, les quals formen un nucli. En aquest cas, pel fet que les impureses poden tenir menor anisotropia o eixos de fàcil imantació desalineats, les seves direccions de magnetització són més fàcils de girar, el que trenca la configuració de 180 ° de la paret de dominis. En aquests materials, la coercivitat és controlada per nucleació. Per obtenir molta coercivitat, el control d'impureses és crític en el procés de fabricació.

## Sèrie 2.17
Aquests aliatges (escrits com Sm 2Co 17, o SmCo Sèrie 2:17) són endurides per envelliment amb una composició de dos àtoms de samari i 13-17 àtoms de metalls de transició. El contingut de metalls de transició és ric en cobalt, però conté altres elements com ara el ferro i el coure. Altres elements com ara zirconi, hafni, etc. poden ser afegits en petites quantitats per aconseguir una millor resposta al tractament amb calor. En massa, l'aliatge generalment contindrà 25% de samari. Els productes d'energia màxims d'aquests aliatges van des del rang de 20 a 32 MGOe, el que és al voltant de 160-260 kJ / m3. Aquests aliatges tenen el millor coeficient de temperatura reversible de tots els aliatges de terres rares, sent típicament de -0.03% / °C. Els materials de "segona generació" poden també ser utilitzats a majors temperatures.

### Mecanisme de coercitivitat
En els imants de Sm 2Co 17, el mecanisme de coercitivitat està basat en el fixat de la paret de dominis. Les impureses dins dels imants impedeixen el moviment de la paret de dominis i d'aquesta manera es resisteix al procés de magnetització inversa. Per incrementar la coercitivitat, són afegides impureses de manera intencional durant el procés de fabricació.

## Mecanització de samari-cobalt
Els aliatges són típicament Mecanitzades en l'estat desmagnetitzat. El samari-cobalt ha de ser molt usant un procés de molta en humit (refrigerants basats en aigua) i una mola de diamant. El rebuig de la molta produït no se l'ha de permetre assecar completament, ja que el samari-cobalt té un punt d'ignició molt baix. Una petita espurna, com les produïdes per electricitat estàtica, poden fàcilment començar la combustió. El foc produït serà extremadament fort i difícil de controlar.

## Producció
Els mètodes de reducció / fos i reducció / difusió són utilitzats per manufacturar els imants de samari-cobalt. El mètode de reducció / fos serà descrit pel fet que és usat tant per a la producció de SmCo ₅ i Sm ₂ Co 17. Les matèries primeres són foses en un forn d'inducció omplert amb gas argó. La barreja és llançada dins d'un motlle i refredada amb aigua per formar un lingot. El lingot és polvoritzat i les partícules són a més moltes per reduir encara més la mida de partícula. La pols resultant és pressionat en un donat de la forma desitjada, dins d'un camp magnètic per orientar el camp magnètic de les partícules. S'aplica sinteritzat a una temperatura de 1100˚C-1250˚C, seguit per un tractament en dissolució a 1100˚C-1200C finalment es realitza un temperat a l'imant al voltant de 700c-900C. És llavors molt i magnetitzat per incrementar les seves propietats magnètiques. El producte acabat és provat, inspeccionat i embalatge.

## Riscos
- Els imants de samari-cobalt poden esmicolar fàcilment; s'ha d'utilitzar protecció als ulls quan se'ls estigui manejant.
- Permetre als imants xocar entre si es facin miques, el que pot causar un risc potencial.
- El samari-cobalt és manufacturat mitjançant un procés anomenat sinterització, i com amb tots els materials sinteritzats, les inherents esquerdes són molt possibles. Els imants no proveeixen integritat mecànica; en el seu lloc, l'imant ha de ser utilitzat per a les seves funcions magnètiques i altres sistemes mecànics han de ser dissenyats per proveir la fiabilitat mecànica del sistema.

## Atributs
- Són extremadament resistents a la desmagnetització.
- Tenen bona estabilitat amb la temperatura (temperatures màximes d'ús entre 250 i 550 °C; temperatures de Curie, de 700 fins 800 °C).
- Són cars i estan subjectes a fluctuacions de preu (el cobalt és sensible als preus del mercat).

### Propietats materials
Algunes de les propietats dels imants de samari-cobalt inclouen:
- Densitat: 8.4 g / cm³
- Resistivitat elèctrica: 0.8 × 10 −4 Ω · cm
- Coeficient d'expansió tèrmica (perpendicular a l'eix): 12.5 micres / (m · K)
- Variació de la densitat de flux menor a 5% per a un canvi de temperatura de 100 °C (en el rang de 25-250 °C)

### Usos
Fender utilitza un dels últims dissenys del llegendari dissenyador de guitarres Bill Lawrence anomenada Sèrie de Pastilles Silencioses de Samari Cobalt (SCN per les sigles en anglès) en la clàssica de Fender Hot Rod '57 Stratocaster. Les pastilles silencioses de samari-cobalt van ser utilitzades en la Sèrie de Luxe de Guitarres i Baixos Americans des de 2004 fins a inicis de 2010.
Altres usos inclouen:
- Motors elèctrics d'alta gamma usats en les classes més competitives en carreres d'automòbils a escala Slot.
- Turbomàquines.
- Imants de tubs d'ona progressiva .
- Aplicacions que requereixen que el sistema funcioni aa temperatures criogèniques, o molt altes temperatures (més de 180 °C).
- Aplicacions en les quals cal que el rendiment sigui consistent amb el canvi de temperatura.